# ستاژنگسکی دوور
ستاژنگسکی دوور (به لهستانی:  Starzyński Dwór) یک روستا در لهستان است که در گمینا پوتسک واقع شده‌است. ستاژنگسکی دوور ۳۴۷ نفر جمعیت دارد.